# Джексон (Північна Кароліна)
Джексон (англ. Jackson) — місто (англ. town) в США, в окрузі Нортгемптон штату Північна Кароліна. Населення — 430 осіб (2020).

## Географія
Джексон розташований за координатами 36°23′24″ пн. ш. 77°25′10″ зх. д. / 36.39000° пн. ш. 77.41944° зх. д. (36.390095, -77.419341).  За даними Бюро перепису населення США в 2010 році місто мало площу 2,62 км², уся площа — суходіл.

## Демографія
Згідно з переписом 2010 року, у місті мешкало 513 осіб у 216 домогосподарствах у складі 130 родин. Густота населення становила 196 осіб/км².  Було 256 помешкань (98/км²).
Расовий склад населення:
| - 56,3 % — білих - 42,7 % — чорних або афроамериканців - 0,2 % — корінних американців |

До двох чи більше рас належало 0,2 %. Частка іспаномовних становила 1,0 % від усіх жителів.
За віковим діапазоном населення розподілялося таким чином: 12,9 % — особи молодші 18 років, 62,7 % — особи у віці 18—64 років, 24,4 % — особи у віці 65 років та старші. Медіана віку мешканця становила 49,6 року. На 100 осіб жіночої статі у місті припадало 118,3 чоловіків;  на 100 жінок у віці від 18 років та старших — 111,8 чоловіків також старших 18 років.
Середній дохід на одне домашнє господарство  становив 52 768 доларів США (медіана — 46 094), а середній дохід на одну сім'ю — 63 086 доларів (медіана — 52 500). Медіана доходів становила 27 448 доларів для чоловіків та 24 659 доларів для жінок. За межею бідності перебувало 14,1 % осіб, у тому числі 18,4 % дітей у віці до 18 років та 17,5 % осіб у віці 65 років та старших.
Цивільне працевлаштоване населення становило 207 осіб. Основні галузі зайнятості: роздрібна торгівля — 20,3 %, освіта, охорона здоров'я та соціальна допомога — 20,3 %, мистецтво, розваги та відпочинок — 11,6 %, публічна адміністрація — 9,7 %.